# NGC 4330
NGC 4330 is een spiraalvormig sterrenstelsel in het sterrenbeeld Maagd. Het hemelobject werd op 14 april 1852 ontdekt door de Ierse astronoom William Parsons.

## Synoniemen
- UGC 7456
- IRAS 12207+1138
- MCG 2-32-20
- VCC 630
- ZWG 70.39
- FGC 1423
- PGC 40201